# 趙岩 (嘉靖進士)
趙岩（1522年—1580年），字維石，號南山，浙江嘉興府崇德縣民籍，直隸蘇州府長洲縣人，明朝政治人物。

## 生平
嘉靖三十一年（1552年）壬子科浙江鄉試第六十五名舉人。嘉靖四十一年（1562年）中式壬戌科會試第一百六十八名，三甲第一百八十一名進士。授九江府推官，选授河南道御史，隆慶三年（1569年）正月升湖广按察司佥事。降贬武定州判官，年余量移福建瓯宁知县，入觐京师，道聞除为刑部主事，後官刑部山东司署员外郎事主事，万历三年（1575年）十一月升山东佥事，丁父憂歸。八年二月復除江西佥事，卒于官，年五十九。

## 家族
曾祖趙海；祖父趙盛；父趙聰，母沈氏。严侍下。弟崶、崗、崙。子趙良璧。